# Centrale Markt van Riga

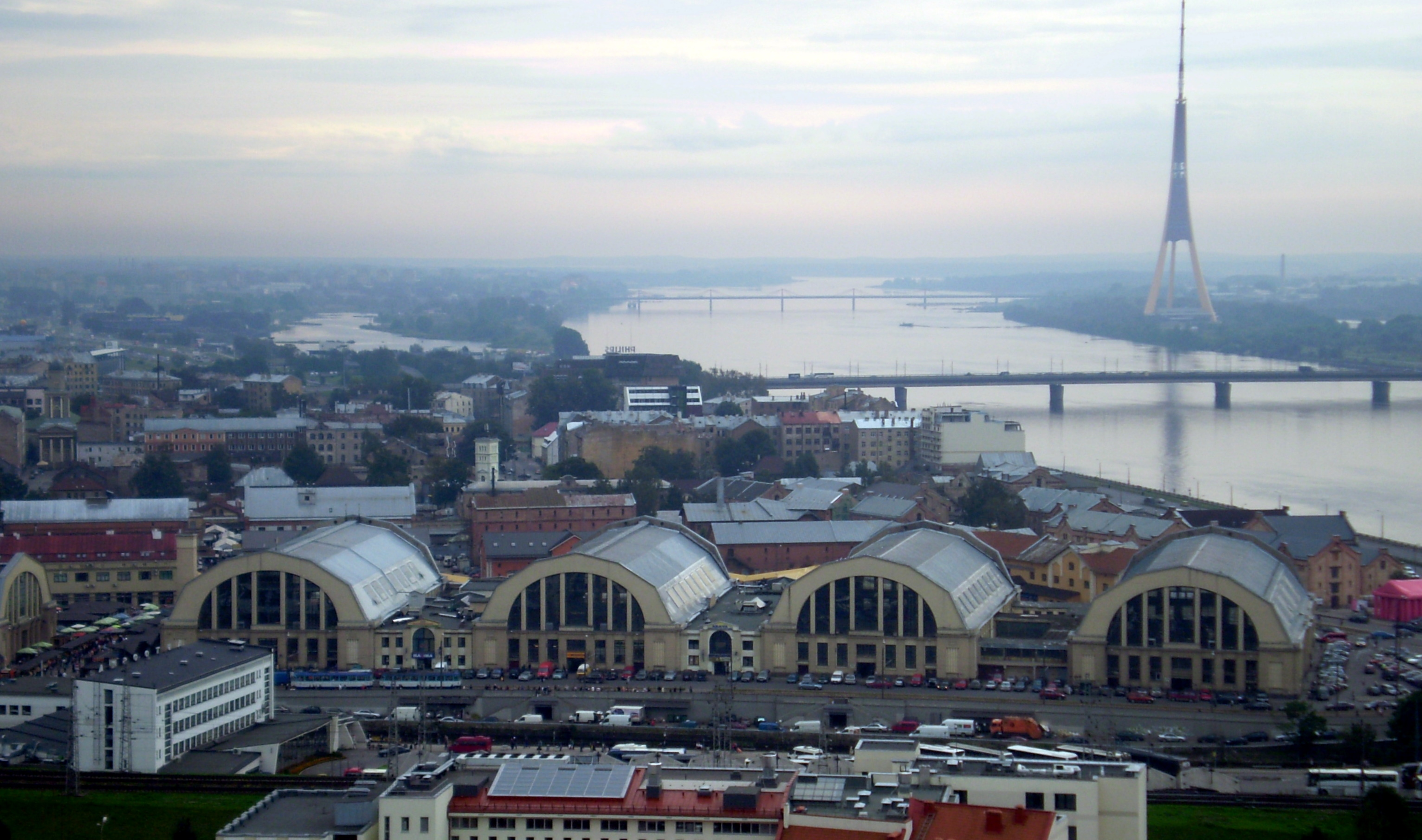
Luchtfoto van de Centrale Markt in Riga

De Centrale Markt van Riga (Lets: Rīgas Centrāltirgus) is een markt in de hoofdstad van Letland. Ze behoort tot de grootste levensmiddelenmarkten van Europa.
Het complex bestaat uit vijf grote hallen waarvan vier paviljoens aan elkaar geschakeld zijn en verbonden door een middenpad. Het vijfde en grootste paviljoen (5000 m²) staat haaks op de andere. Het totale vloeroppervlak bedraagt 57.000 m². De vijf paviljoens hebben elk een specialisatie: voor vis, groente, broodproducten en vlees. Rond de markthallen is tevens een openluchtmarkt te vinden waar fruit, groente, kleding en curiosa verkocht wordt.

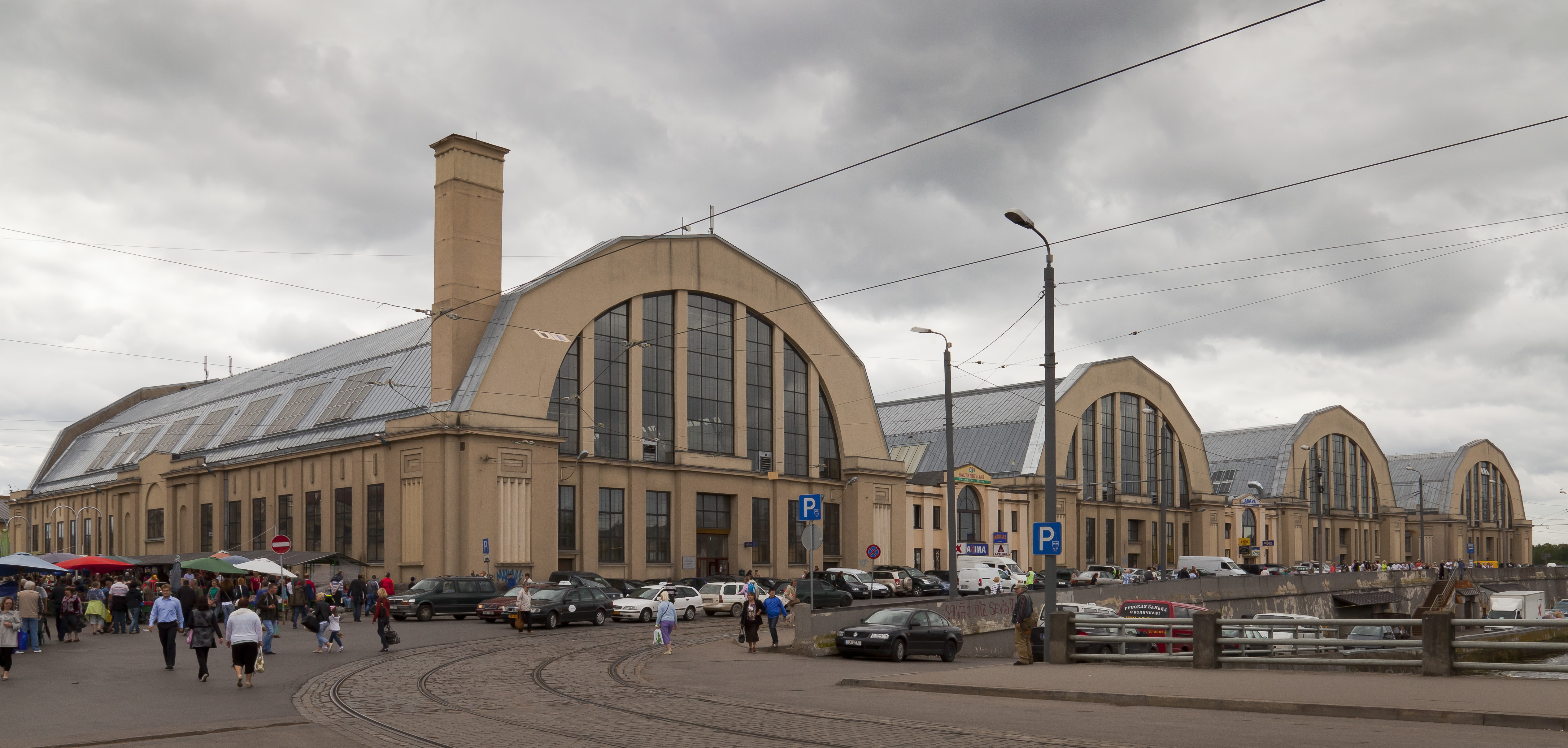
Aanzicht

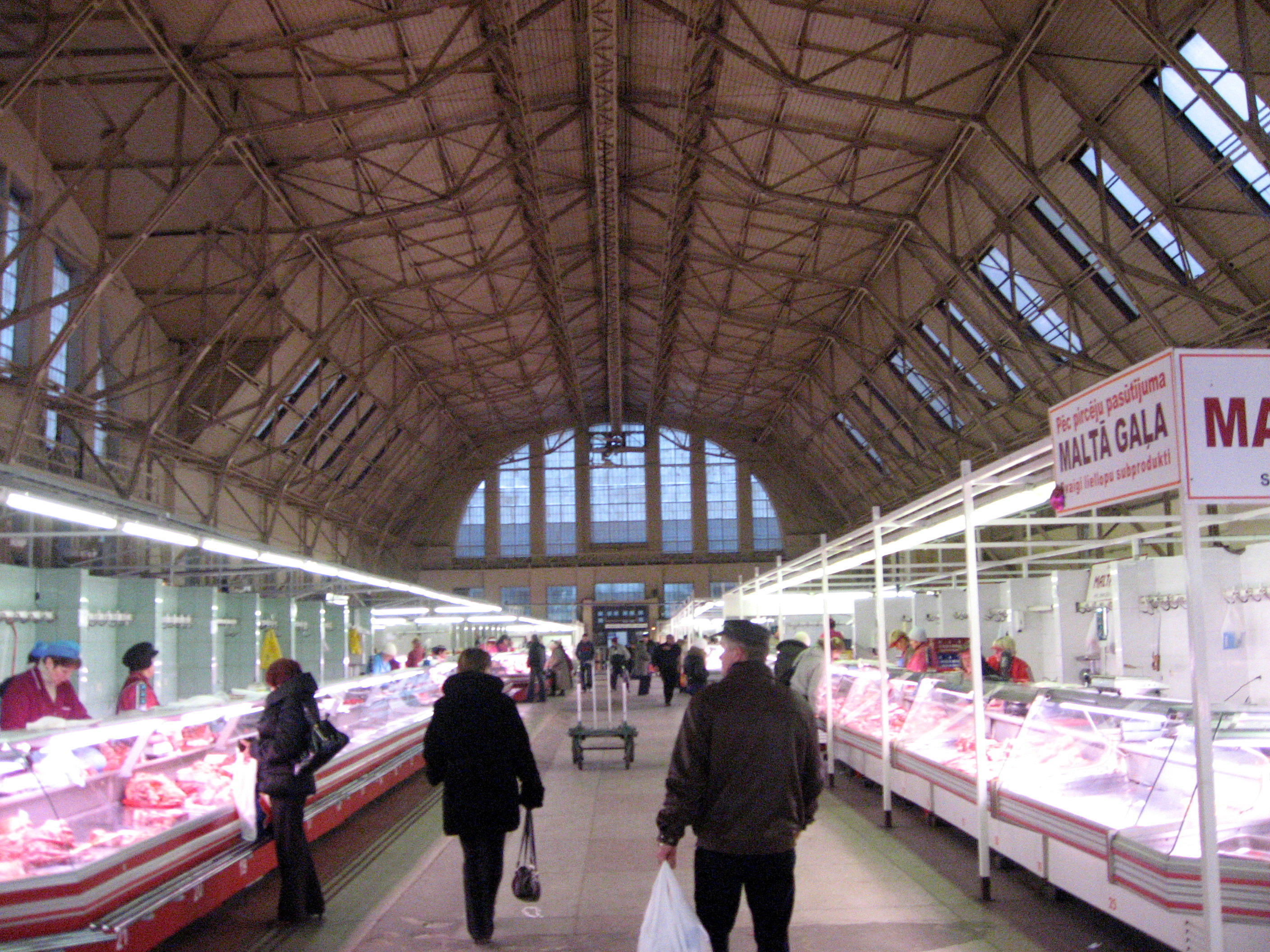
Interieur

## Geschiedenis
Vanaf het midden van de 16e eeuw tot de jaren twintig van de twintigste eeuw werd de levensmiddelenmarkt gehouden langs de kaden van de rivier de Westelijke Dvina. Eind 19e eeuw werden daarvoor houten standjes opgericht. Deze situatie bleek onbevredigend door de slechte hygiënische omstandigheden en het toegenomen verkeer. Na afloop van de Eerste Wereldoorlog, toen Letland erin slaagde een onafhankelijke staat te worden, werd er erover nagedacht hoe de situatie verbeterd zou kunnen worden. De oplossing werd gevonden door de stalen gebinten te gebruiken van voormalige zeppelinhallen die het Duitse bezettingsleger in Koerland hadden achtergelaten. Deze stalen constructies werden gedemonteerd en opnieuw opgericht aan de zuidkant van de oude binnenstad van Riga, op een strategische plek waar een treinstation, een stadskanaal en een doorgaande weg een gemakkelijke aanvoer van de levensmiddelen konden verzekeren.
Tussen 1922 en 1930 werden rond de stalen constructies de muren opgetrokken in art-decostijl, ontworpen door de architecten Pāvils Dreijmanis en P. Pavlov. De hallen waren onderkelderd en voorzien van grote diepvriezers en een systeem met liften en kranen om een ongestoorde aanvoer van de producten mogelijk te maken. Het complex had de beschikking over elektrisch licht en centrale verwarming en behoorde bij de opening in november 1930 tot de modernste overdekte markten ter wereld.
Tijdens de Sovjetbezetting werd de landbouw in Letland gecollectiviseerd. De markthallen werden omgedoopt tot 'Centrale Kolchozhallen' waar ca. 60 landbouwcollectieven hun producten aan de bevolking konden verkopen. In tegenstelling tot veel steden in de Sovjet-Unie werd, mede dankzij de markthallen, de bevolking van Riga relatief goed voorzien van levensmiddelen.

## Vanaf 1991
Na het herstel van de onafhankelijkheid van Letland in 1991 werden de markthallen weer bevolkt door privéondernemingen uit heel Letland. De Centrale Markt van Riga is bij de bevolking zeer populair wegens het verse en gevarieerde aanbod en de relatief lage prijzen. De markt vormt ook een toeristische trekpleister. Sinds 1998 staat de Centrale Markt, samen met het centrum van Riga, op de werelderfgoedlijst van UNESCO. Een grondige renovatie van de hallen is sinds 2012 aan de gang.